# Ichneumon semiorbitalis
Ichneumon semiorbitalis là một loài tò vò trong họ Ichneumonidae.